# 14576 Jefholley
A 14576 Jefholley (ideiglenes jelöléssel 1998 QO92) a Naprendszer kisbolygóövében található aszteroida. A LINEAR projekt keretében fedezték fel 1998. augusztus 28-án.